# Morano Calabro
Morano Calabro – miejscowość i gmina we Włoszech, w regionie Kalabria, w prowincji Cosenza.
Według danych na rok 2004 gminę zamieszkiwały 4963 osoby, 44,3 os./km².

## Miasta partnerskie
- Porto Alegre, Brazylia